# Michel Vion
Michel Vion (ur. 22 października 1959 w Moûtiers) – francuski narciarz alpejski, mistrz świata.

## Kariera
W zawodach Pucharu Świata zadebiutował 28 stycznia 1979 roku w Garmisch-Partenkirchen, gdzie nie ukończył pierwszego przejazdu w slalomie. Pierwsze punkty zdobył 8 grudnia 1979 roku w Val d’Isère, zajmując trzecie miejsce w kombinacji alpejskiej. Tym samym nie tylko zdobył punkty, ale od razy stanął na podium. W zawodach tych wyprzedzili go jedynie dwaj reprezentanci USA: Phil Mahre i jego brat Steve Mahre. W kolejnych startach jeszcze dwukrotnie stawał na podium zawodów tego cyklu. Najpierw zajął drugie miejsce w kombinacji 14 lutego 1982 roku w Garmisch-Partenkirchen, gdzie rozdzielił Steve'a Mahre i Petera Lüschera ze Szwajcarii. Następnie odniósł swoje jedyne zwycięstwo, 21 stycznia 1985 roku w Wengen, gdzie w kombinacji wyprzedził Petera Rotha z RFN i Petera Lüschera. Najlepsze wyniki osiągnął w sezonie 1981/1982, kiedy to zajął 35. miejsce w klasyfikacji generalnej, a w klasyfikacji kombinacji był piąty.
Jego największym sukcesem jest złoty medal w kombinacji wywalczony podczas mistrzostw świata w Schladming w 1982 roku. W zawodach tych wyprzedził Lüschera i Austriaka Antona Steinera. Był to jego jedyny medal wywalczony na międzynarodowej imprezie tej rangi. Był też między innymi piąty w tej samej konkurencji na rozgrywanych trzy lata później mistrzostwach świata w Bormio. W 1984 roku wystąpił na igrzyskach olimpijskich w Sarajewie. Ukończył tam bieg zjazdowy na 25. pozycji, nie ukończył giganta, a w slalomie został zdyskwalifikowany. Ponadto był trzykrotnym mistrzem Francji: w gigancie (1978) i zjeździe (1981, 1984).
W 1985 roku zakończył karierę.
W 2010 roku został wybrany prezydentem Francuskiej Federacji Narciarskiej (FFS). W 2014 roku uzyskał reelekcję.

## Osiągnięcia

### Igrzyska olimpijskie
| Miejsce | Dzień     | Rok  | Miejscowość | Konkurencja | Czas biegu | Strata | Zwycięzca    |
| ------- | --------- | ---- | ----------- | ----------- | ---------- | ------ | ------------ |
| DNF1    | 14 lutego | 1984 | Sarajewo    | Gigant      | 2:41,18    | -      | Max Julen    |
| 25.     | 16 lutego | 1984 | Sarajewo    | Zjazd       | 1:45,59    | +3,09  | Bill Johnson |
| DSQ1    | 19 lutego | 1984 | Sarajewo    | Slalom      | 1:39,41    | -      | Phil Mahre   |

### Mistrzostwa świata
| Miejsce | Dzień     | Rok  | Miejscowość | Konkurencja | Czas biegu | Strata     | Zwycięzca         |
| ------- | --------- | ---- | ----------- | ----------- | ---------- | ---------- | ----------------- |
| 1.      | 5 lutego  | 1982 | Schladming  | Kombinacja  | 12,64 pkt  | -          | -                 |
| 19.     | 6 lutego  | 1982 | Schladming  | Zjazd       | 1:55,10    | +0,48      | Harti Weirather   |
| DNF2    | 7 lutego  | 1982 | Schladming  | Slalom      | 1:48,48    | -          | Ingemar Stenmark  |
| 5.      | 5 lutego  | 1985 | Bormio      | Kombinacja  | 7,67 pkt   | +42,71 pkt | Pirmin Zurbriggen |
| DNF     | 10 lutego | 1985 | Bormio      | Slalom      | 1:38,82    | -          | Jonas Nilsson     |

### Puchar Świata

#### Miejsca w klasyfikacji generalnej
- sezon 1979/1980: 37.
- sezon 1981/1982: 35.
- sezon 1982/1983: 65.
- sezon 1983/1984: 79.
- sezon 1984/1985: 39.

#### Miejsca na podium w zawodach
1. Val d’Isère – 8 grudnia 1979 (kombinacja) – 3. miejsce
2. Garmisch-Partenkirchen – 14 lutego 1982 (kombinacja) – 2. miejsce
3. Wengen – 21 stycznia 1985 (kombinacja) – 1. miejsce